# La Unión kommun, Antioquia
La Unión är en kommun i Colombia.   Den ligger i departementet Antioquía, i den centrala delen av landet, 200 km nordväst om huvudstaden Bogotá. Antalet invånare är 17 842. Arean är 198 kvadratkilometer.
Terrängen i La Unión är huvudsakligen kuperad, men österut är den bergig.